# Diplocentria
Diplocentria is een geslacht van spinnen uit de familie hangmatspinnen (Linyphiidae).

## Soorten
De volgende soorten zijn bij het geslacht ingedeeld:
- Diplocentria bidentata (Emerton, 1882)
- Diplocentria changajensis Wunderlich, 1995
- Diplocentria forsslundi Holm, 1939
- Diplocentria hiberna (Barrows, 1945)
- Diplocentria mediocris (Simon, 1884)
- Diplocentria perplexa (Chamberlin & Ivie, 1939)
- Diplocentria rectangulata (Emerton, 1915)
- Diplocentria retinax (Crosby & Bishop, 1936)